# 小雷代尔尚
小雷代尔尚（法語：Petit-Réderching，法語發音：[pəti ʁedɛʁʃɛ̃]；洛林法兰克语：Kläan-Rederschinge）是法国摩泽尔省的一个市镇，位于该省东部，属于萨尔格米讷区。

## 地理
小雷代尔尚（49°3'16"N, 7°18'15"E）面积11 平方千米，位于法国大東部大區摩泽尔省，该省份为法国东北部内陆省份，是洛林的一部分，西南接默尔特-摩泽尔省，东临下莱茵省，北与卢森堡和德国接壤。
与小雷代尔尚接壤的市镇（或旧市镇、城区）包括：贝特维莱尔、昂尚贝尔、奥特维莱尔、罗尔巴克莱比奇、锡尔斯塔勒。
小雷代尔尚的时区为UTC+01:00、UTC+02:00（夏令时）。

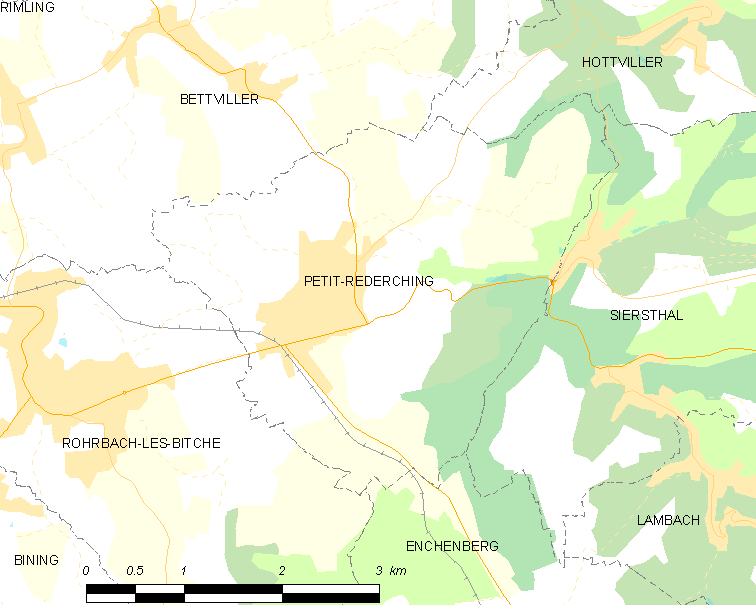
小雷代尔尚的OSM定位图

## 行政
小雷代尔尚的邮政编码为57410，INSEE市镇编码为57535。

## 政治
小雷代尔尚所属的省级选区为比奇县。

## 人口

1962-2008年间小雷代尔尚人口变化图示

小雷代尔尚于2022年1月1日时的人口数量为1416人。